# Kenny Loggins
Kenneth Clark Loggins (Everett, Washington; 7 de enero de 1948), conocido como Kenny Loggins, es un  cantante, compositor y guitarrista estadounidense de rock. Es famoso por sus canciones "Footloose" y I'm Free (Heaven Helps the Man)" (de la película del mismo nombre), "Danger Zone" y "Playing with the Boys" (temas de la película Top Gun). En sus inicios tocaba junto a Jim Messina, quien venía de la banda Buffalo Springfield, formando el dúo Loggins & Messina, entre 1972 y 1978. Participó en el grupo de artistas que conformaron la canción We Are The World para USA for Africa en 1985.
Como solista, ha sido llamado el rey de la banda sonora de los 80, por sus contribuciones cantando o escribiendo canciones para diferentes películas de esa época. 
También fue DJ de la radio "Los Santos Rock Radio" del videojuego Grand Theft Auto V, creado por Rockstar Games.

## Comienzos
Loggins nació en Everett, Washington, siendo el menor de tres hermanos. Su madre se llamaba Lina y era ama de casa, y su padre, Robert, era vendedor. Vivieron en Detroit y Seattle hasta que se asentaron en Alhambra, California. Kenny asistió al San Gabriel Mission High School graduándose en 1966. Formó una banda llamada The Second Helping, la cual lanzó tres sencillos durante 1968 y 1969 en Viva Records. Fue coautor, junto a Michael McDonald del tema "What a fool believes", que fue uno de los grandes éxitos de los Doobie Brothers, y que fuera editado en el año 1979.

## Discografía

### Álbumes en solitario
- Celebrate Me Home (1977) (Columbia)
- Nightwatch (1978) (Columbia)
- Keep the Fire (1979) (Columbia)
- High Adventure (1982) (Columbia)
- Vox Humana (1985) (Columbia)
- Back to Avalon (1988)
- Leap of Faith (1991)
- Return to Pooh Corner (1994)
- The Unimaginable Life (1997)
- December (1998)
- More Songs from Pooh Corner (2000)
- It's About Time (2003)
- How About Now (2007)
- All Join In (2009)

### Álbumes del dúo Loggins & Messina
- Sittin' (1971) (Columbia)
- Loggins and Messina (1972) (Columbia)
- Full Sail (1973) (Columbia)
- On Stage (doble en directo) (1974) (Columbia)
- Mother Lode (1974) (Columbia)
- So Fine (1975) (Columbia)
- Native Sons (1976) (Columbia)
- Finale (Doble en Directo) (1977) (Columbia)
- The Best of Loggins & Messina Friends (recopilatorio) (1977) (Columbia)
- Live: Sittin' In Again at the Santa Barbara Bowl (doble en directo) (2005) (Columbia)